# Le Témoin (film, 1969)
Pour les articles homonymes, voir Le Témoin et The Witness.
Pour plus de détails, voir Fiche technique et Distribution.
Le Témoin est un film franco-belge d'Anne Walter sorti en 1969.

## Synopsis
Bruges. Cécile, jeune professeur d'anglais, vit chez la vieille Mme Hanka, une voyante dont les horoscopes ont une excellente réputation. Elle prédit ainsi à Cécile : « Vénus en Capricorne, le froid, l'hiver, la solitude… »
Cécile entretient avec Thomas une relation paisible lorsqu'elle rencontre un homme étrange, Van Britten, le conservateur du musée. La vieille dame est assassinée. Or, Cécile a repéré, devant la maison, la silhouette d'un homme en faction dans une Mercedes noire. Cécile reconnaît Hermann, le chauffeur de Van Britten. Elle ne peut s'empêcher de devenir la maîtresse de Van Britten dont elle n'ignore pas l'implication, fascinée comme un oiseau par un serpent. 

## Fiche technique
- Titre : Le Témoin
- Réalisation : Anne Walter, Louis Duchesne (non crédité)
- Scénario : Anne Walter
- Photographie : Roger Duculot
- Montage : Colette Cueille
- Musique : François de Roubaix, Patrice Sciortino
- Production : Gérard Barray, Pierre Levie, René Thévenet
- Sociétés de production : 16-35 Films OCF Productions, Ciné Vog Films, Euro-Images
- Pays d'origine :  Belgique /  France
- Langue : Français
- Format : couleur - 35 mm - son mono
- Genre : Thriller
- Durée : 90 min. (1h30)
- Dates de sortie : 
  - Belgique : 16 novembre 1969
  - France : 4 juillet 1980[1]

## Distribution
- Claude Jade : Cécile
- Gérard Barray : Van Britten
- Jean-Claude Dauphin : Thomas
- Jeanne Pérez : Mme Hanka
- Claude Vernier : Hermann
- Bernard Frémaux : le commissaire Haas

## Autour du film
- Claude Jade et Jean-Claude Dauphin étaient en couple à l'époque du tournage. Elle témoigne dans son autobiographie, Baisers envolés (2004) : « Tout le monde nous trouvait très mignons ensemble… Ensuite, pour ne pas lui quitter, j'ai accepté un film très curieux. Je n'ai vu la réalisatrice qu'une seule fois avant le tournage. Elle n'a jamais mis les pieds sur le plateau. Le Témoin s'est tourné à Bruges, sous la houlette du directeur de production [Louis Duchesne], transformé en réalisateur par nécessité. Mes partenaires étaient Gérard Barray et Jean-Claude Dauphin. Le résultat devait être plutôt confus. Seule Bruges dut tirer son épingle du jeu. »[2]

Anne Walter raconte que c'est un asthme grave lié au tabac qui l'a contraint à ne pas filmer elle-même.